# Pstruží
Pstruží (niem. Pstruschi) – wieś gminna w kraju morawsko-śląskim, w powiecie Frydek-Mistek w Czechach. Powierzchnia 7,15 km², 847 mieszkańców (2008). Leży w historycznym regionie Moraw około 3 kilometrów na południowy zachód od miasta Frydlant nad Ostrawicą, u podnóża Beskidu Morawsko-Śląskiego, gdzie swoje źródło ma przepływający przez miejscowość potok, lewy dopływ Ostrawicy. 
Nazwa gminy wywodzi się od pstrągów. Wzmiankowane po raz pierwszy w 1676 roku.
Od 1 stycznia 1980 do 23 listopada 1990 w granicach Frydlantu nad Ostrawicą (1980-1981 pod nazwą Frýdlant nad Ostravicí 2-Pstruží).